# Silvia Danekova
Silvia Danekova (en bulgare : Силвия Дънекова), née le 7 février 1983 à Kotel, est une athlète bulgare.
Elle participe aux Jeux olympiques d'été de 2012 dans la catégorie du 3 000 mètres steeple  et termine à la 38e place.
Pendant les Jeux olympiques de 2016, elle est contrôlée positive à l'EPO.